# Guvernul Chivu Stoica (1)
Guvernul Chivu Stoica (1) a fost un consiliu de miniștri care a guvernat România în perioada 4 octombrie 1955 - 19 martie 1957.

## Modificări în structura Guvernului
- 10 ianuarie 1956 - Ministerul Agriculturii și Silviculturii s-a împărțit astfel: Ministerul Agriculturii, Ministerul Silviculturii și Ministerul Gospodăriilor Agricole de Stat.
- 10 ianuarie 1956 - Ministerul Industriei Lemnului, Hârtiei și Celulozei a fost reorganizat, transformându-se în Ministerul Industriei Lemnului.
- 21 ianuarie 1957 - Ministerul Sănătății a fuzionat cu Ministerul Prevederilor Sociale formând Ministerul Sănătății și Prevederilor Sociale.
- 21 ianuarie 1957 - Ministerul Colectărilor s-a desființat.
- 19 februarie 1957 - Ministerul Gospodăriilor Comunale și Industriei Locale s-a desființat.

## Componența
- Președintele Consiliului de Miniștri

Chivu Stoica (4 octombrie 1955 - 19 martie 1957)

### Vicepreședinți ai Consiliului de Miniștri
- Prim-vicepreședinte al Consiliului de Miniștri

Emil Bodnăraș (4 octombrie 1955 - 19 martie 1957)
- Prim-vicepreședinte al Consiliului de Miniștri

Petre Borilă (4 octombrie 1955 - 19 martie 1957)
- Prim-vicepreședinte al Consiliului de Miniștri

Alexandru Drăghici (4 octombrie 1955 - 19 martie 1957)
- Prim-vicepreședinte al Consiliului de Miniștri

Miron Constantinescu (4 octombrie 1955 - 19 martie 1957)
- Vicepreședinte al Consiliului de Miniștri

Dumitru Petrescu (4 octombrie 1955 - 26 mai 1956)
Gheorghe Hossu (26 mai 1956 - 19 martie 1957)
- Vicepreședinte al Consiliului de Miniștri

Simion Bughici (4 octombrie 1955 - 19 martie 1957)
- Vicepreședinte al Consiliului de Miniștri

Alexandru Moghioroș (4 octombrie 1955 - 19 martie 1957)
- Vicepreședinte al Consiliului de Miniștri

Alexandru Bârlădeanu (4 octombrie 1955 - 19 martie 1957)
- Vicepreședinte al Consiliului de Miniștri

Ștefan Voitec (24 noiembrie 1956 - 19 martie 1957)

### Miniștri
- Ministrul de interne

Pavel Ștefan (4 octombrie 1955 - 19 martie 1957)
- Ministrul de externe

Grigore Preoteasa (4 octombrie 1955 - 19 martie 1957)
- Ministrul justiției

Gheorghe Diaconescu (4 octombrie 1955 - 19 martie 1957)
- Ministrul forțelor armate

Leontin Sălăjan (4 octombrie 1955 - 19 martie 1957)
- Ministrul finanțelor

Manea Mănescu (4 octombrie 1955 - 19 martie 1957)
- Ministerul metalurgiei și construcțiilor de mașini

Gherasim Popa (4 octombrie 1955 - 19 martie 1957)
- Ministrul industriei chimice

Mihail Florescu (4 octombrie 1955 - 19 martie 1957)
- Ministrul Industriei Petrolului

Ion Dumitru (4 octombrie 1955 - 19 martie 1957)
- Ministrul Cărbunelui

Ioan Mineu (4 octombrie 1955 - 19 martie 1957)
- Ministrul energiei electrice și industriei electrotehnice

Gheorghe Cioară (4 octombrie 1955 - 19 februarie 1957)
Nicolae Gheorghiu (19 februarie - 19 martie 1957)
- Ministrul construcțiilor

Gheorghe Hossu (4 octombrie 1955 - 10 ianuarie 1956)
Ștefan Bălan (10 ianuarie 1956 - 19 martie 1957)
- Ministrul industriei materialelor de construcții

Carol Loncear (4 octombrie 1955 - 19 martie 1957)
- Ministrul industriei ușoare

Alexandru Sencovici (4 octombrie 1955 - 19 martie 1957)
- Ministrul agriculturii (din 10 ianuarie 1956 ministerul s-a reorganizat ca Ministerul Agriculturii)

Constantin Popescu (4 octombrie 1955 - 10 ianuarie 1956)
Gheorghe Hossu (10 ianuarie - 26 mai 1956)
Marin Stancu (26 mai 1956 - 19 martie 1957)
- Ministrul industriei lemnului, hârtiei și celulozei (Ministerul a fost reorganizat la 10 ianuarie 1956 sub denumirea de Ministerul Industriei Lemnului)

Mihai Suder (4 octombrie 1955 - 19 martie 1957)
- Ministrul industriei alimentare

Constantin Teodoru (4 octombrie 1955 - 19 martie 1957)
- Ministrul gospodăriilor agricole de stat

Bucur Șchiopu (10 ianuarie 1956 - 19 martie 1957)
- Ministrul gospodăriilor comunale și industriei locale (la 19 februarie 1957 ministerul s-a desființat)

Anton Vlădoiu (4 octombrie 1955 - 23 martie 1956)
Filip Geltz (23 martie 1956 - 19 februarie 1957)
- Ministrul silviculturii

Constantin Popescu (10 ianuarie 1956 - 19 martie 1957)
- Ministrul colectărilor (la 21 ianuarie 1957, ministerul s-a desființat)

Mihai Dalea (4 octombrie 1955 - 11 mai 1956)
Constantin Doncea (11 mai 1956 - 21 ianuarie 1957)
- Ministrul comerțului interior

Ștefan Voitec (4 octombrie 1955 - 24 noiembrie 1956)
- Ministrul comerțului exterior

Marcel Popescu (4 octombrie 1955 - 24 noiembrie 1956)
Gheorghe (Gogu) Rădulescu (24 noiembrie 1956 - 19 martie 1957)
- Ministrul căilor ferate

Ionel Diaconescu (4 octombrie 1955 - 24 septembrie 1956)
Ion Cosma (24 septembrie 1956 - 19 martie 1957)
- Ministrul transporturilor navale și aeriene

Gheorghe D. Safer (4 octombrie 1955 - 19 martie 1957)
- Ministrul poștelor și telecomunicațiilor

Dumitru Simulescu (4 octombrie 1955 - 19 martie 1957)
- Ministrul prevederilor sociale (la 21 ianuarie 1957 ministerul a fost desființat)

Octavian Berlogea (4 octombrie 1955 - 21 ianuarie 1957)
- Ministrul sănătății (la 21 ianuarie 1957 a fuzionat cu Ministerul Prevederilor Sociale)

Voinea Marinescu (4 octombrie 1955 - 21 ianuarie 1957)
- Ministrul sănătății și prevederilor sociale

Voinea Marinescu (21 ianuarie - 19 martie 1957)
- Ministrul învățământului

Ilie G. Murgulescu (4 octombrie 1955 - 24 noiembrie 1956)
Miron Constantinescu (24 noiembrie 1956 - 19 martie 1957)
- Ministrul culturii

Constanța Crăciun (4 octombrie 1955 - 19 martie 1957)
- Ministrul cultelor

Petre Constantinescu-Iași (4 octombrie 1955 - 19 martie 1957)

### Miniștri secretari de stat
- Președintele Comitetului de Stat al Planificării (cu rang de ministru)

Alexandru Bârlădeanu (4 octombrie 1955 - 26 mai 1956)
Gheorghe Gaston Marin (26 mai 1956 - 19 martie 1957)
- Președintele Comisiei Controlului de Stat (cu rang de ministru)

Dumitru Coliu (4 octombrie 1955 - 19 martie 1957)
- Președintele Comitetului de Stat pentru Arhitectură și Sistematizare (cu rang de ministru)

Nicolae Bădescu (4 octombrie 1955 - 19 martie 1957)

## Sursa
- Stelian Neagoe - "Istoria guvernelor României de la începuturi - 1859 până în zilele noastre - 1995" (Ed. Machiavelli, București, 1995)
- Rompres Arhivat în 11 februarie 2007, la Wayback Machine.

| Precedat(ă) de: Guvernul Gheorghe Gheorghiu-Dej (2) | Guvernul Chivu Stoica (1) 4 octombrie 1955 - 19 martie 1957 | Succedat(ă) de: Guvernul Chivu Stoica (2) |